# Лиелупе
Лие́лупе (латыш. Lielupe, в буквальном переводе — «Большая река»; ранее — Курляндская или Западная Аа, нем. Kurländische Aa) — река в Латвии. Длина — 119 км, площадь бассейна — 17 600 км². Впадает в Рижский залив (один рукав также в Даугаву). Прибрежный полуостров, образуемый Лиелупе в низовьях, называется Рижским взморьем.
На реке Лиелупе расположены город Елгава и посёлок (бывший город) Калнциемс, в низовье, между левым берегом и побережьем Рижского залива, — город Юрмала, на правом берегу — входящий в состав Юрмалы Приедайне.
Река судоходна до Елгавы. В советское время на линии Рига — Юрмала эксплуатировались суда на подводных крыльях типа «Ракета».

## Описание
Лиелупе — вторая по значению река Латвии. Она образуется в результате слияния рек Мемеле и Мусы у Бауски. При этом Лиелупе короче Мемеле (191 км) и Мусы (164 км). До устья притока Ислице река течёт по доломитовому ложу в глубокой долине со скалистыми берегами. Затем доломитовые уступы исчезают, берега становятся ниже и постепенно сливаются с прилегающей равниной. Уклон реки небольшой, особенно от Эмбурги до устья, поэтому воды Лиелупе медленно текут в широкой неглубокой долине по Земгальской равнине и Приморской низменности. Вдоль берегов широкой полосой простираются заливные луга.
У Слоки путь к морю реке преграждают гряды дюн, и далее она течёт параллельно берегу Рижского залива. В давнее время Лиелупе впадала в Даугаву, но в 1697 году в весеннее половодье образовались высокие ледяные заторы, и река промыла себе дорогу в Рижский залив у Болдераи. В 1755 году произошёл новый прорыв, и образовалось нынешнее устье Лиелупе. Старое русло Лиелупе — ныне её рукав Булльупе — по-прежнему впадает в Даугаву.
Лиелупе имеет более 250 притоков — Гарозе, Иецава, Ислице, Свитене, Сесава, Вирцава, Платоне, Свете и др. Собирая воду с обширной территории, река в весеннее половодье широко разливается, затопляя прибрежные луга, поля и селения.
Глубина реки в верховьях — около 1 м, ниже Елгавы — 8-12 м, а в низовьях — 15-20 м, что создаёт благоприятные условия для судоходства.

## Галерея

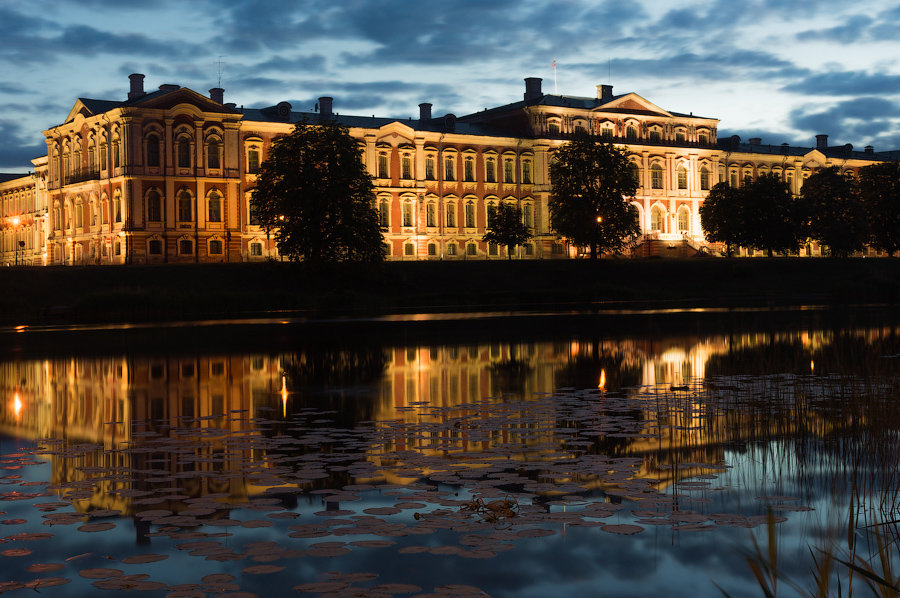
Лиелупе у Елгавского дворца
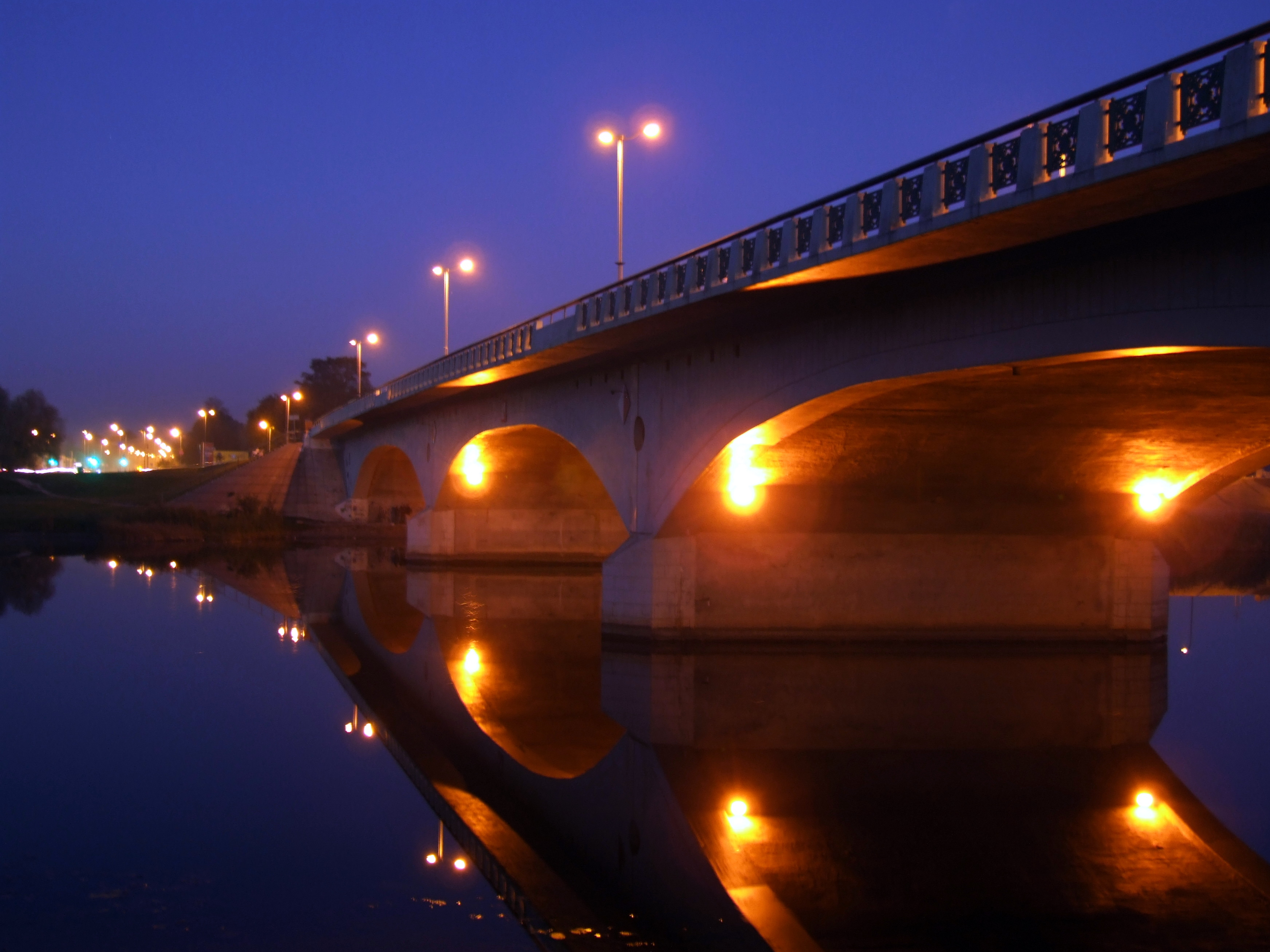
Мост через Лиелупе в Елгаве
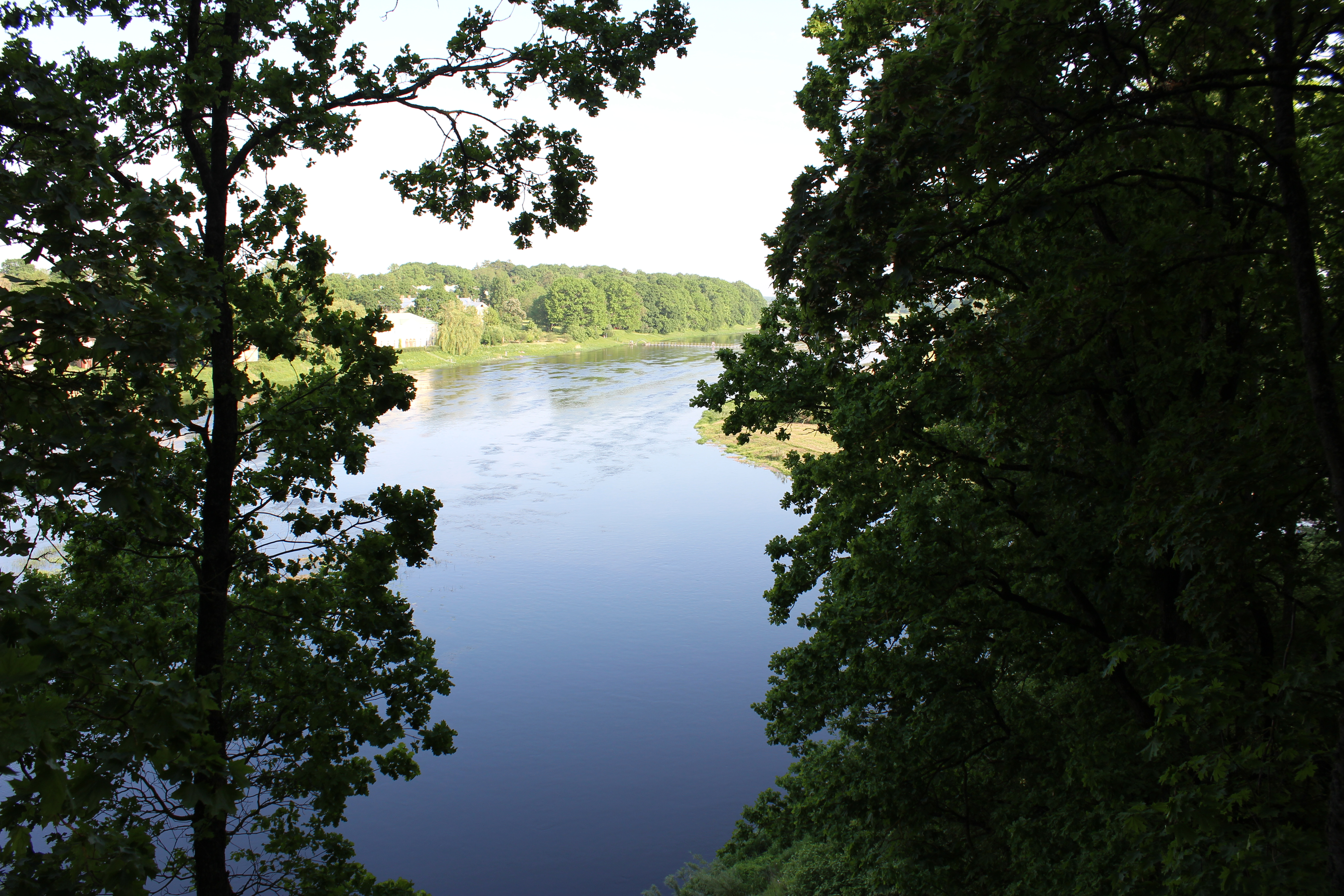
Лиелупе в Межотне
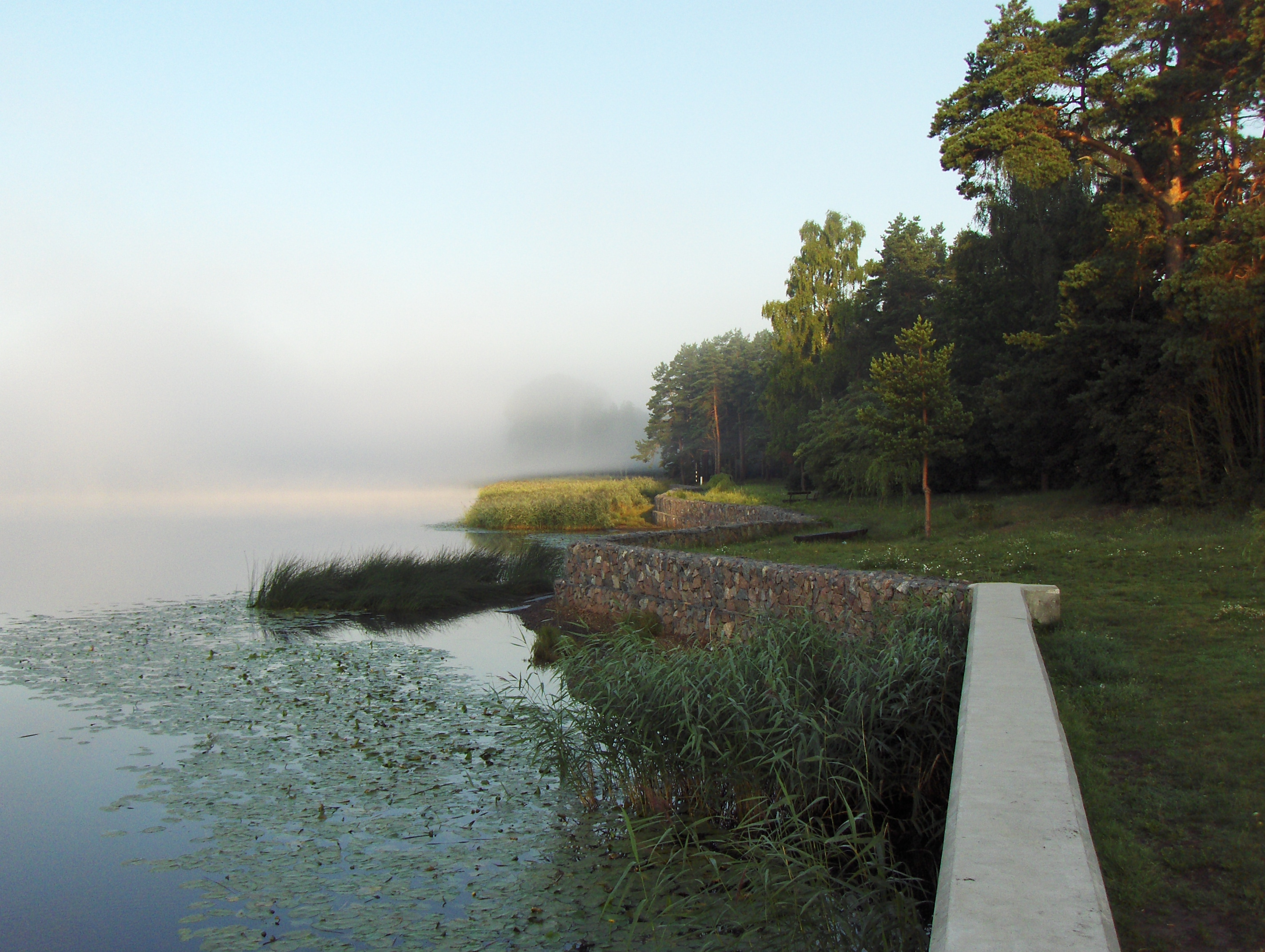
Берег Лиелупе у Друвциемса
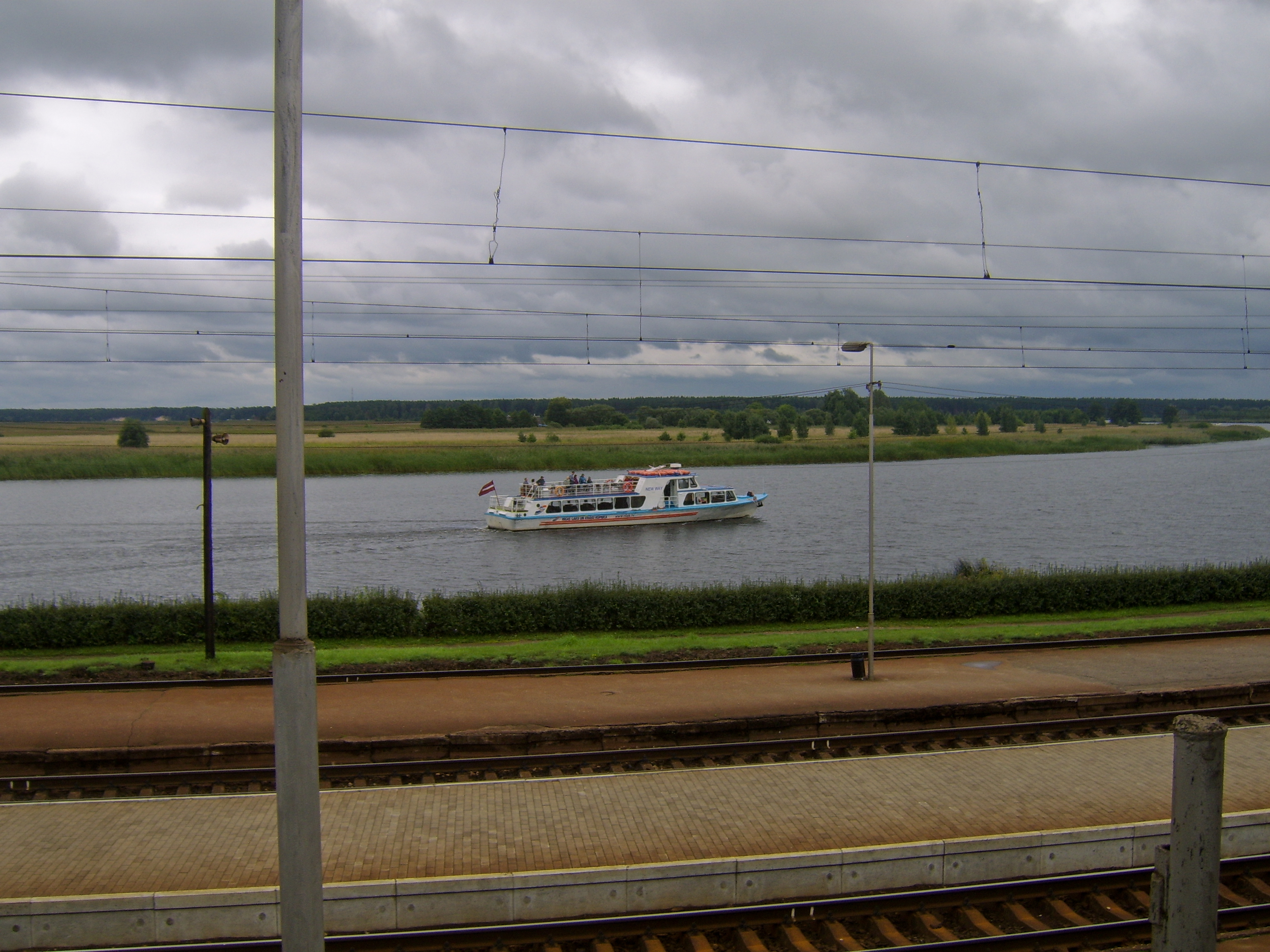
Лиелупе у станции Дубулты
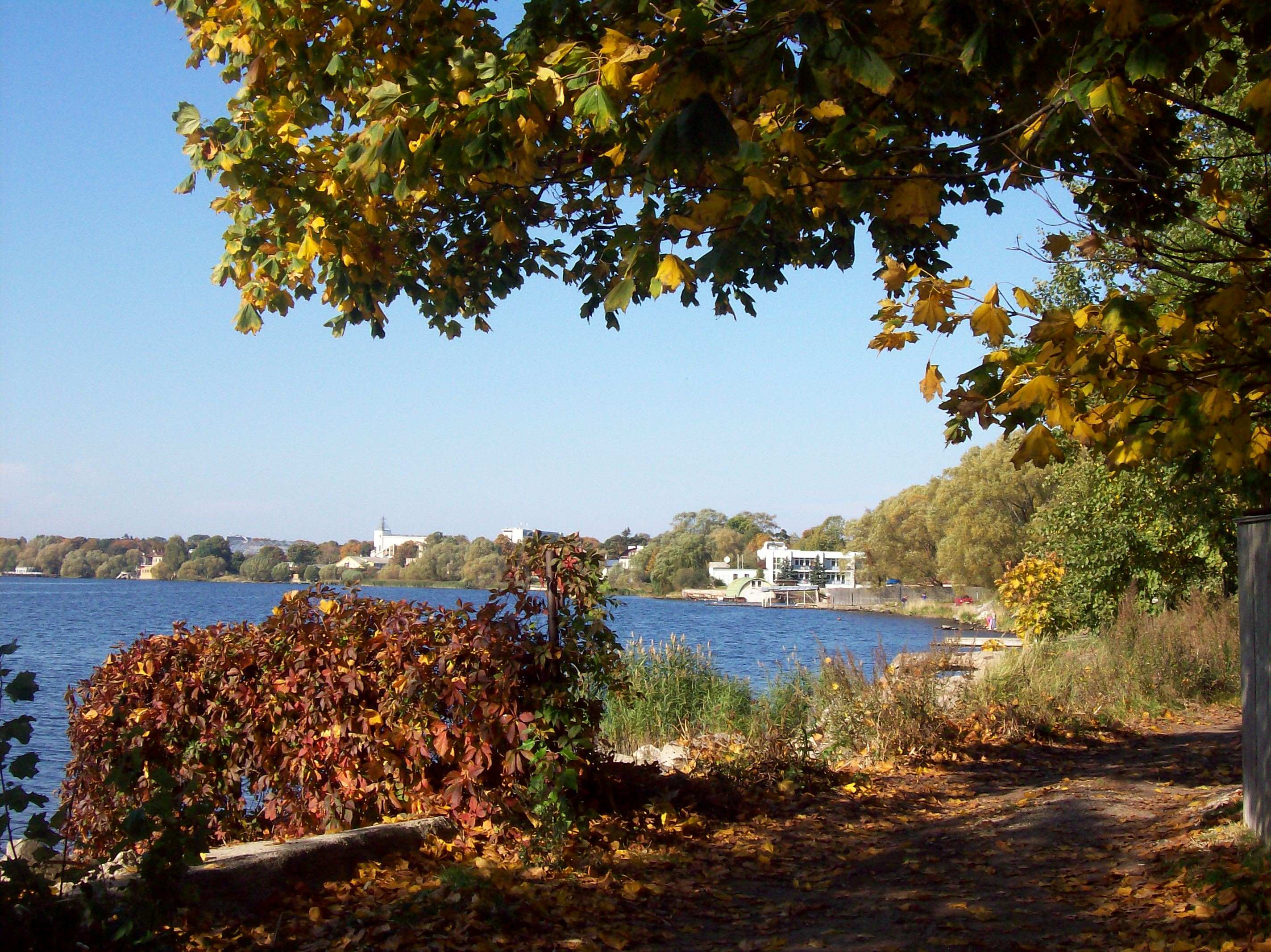
Лиелупе в Майори
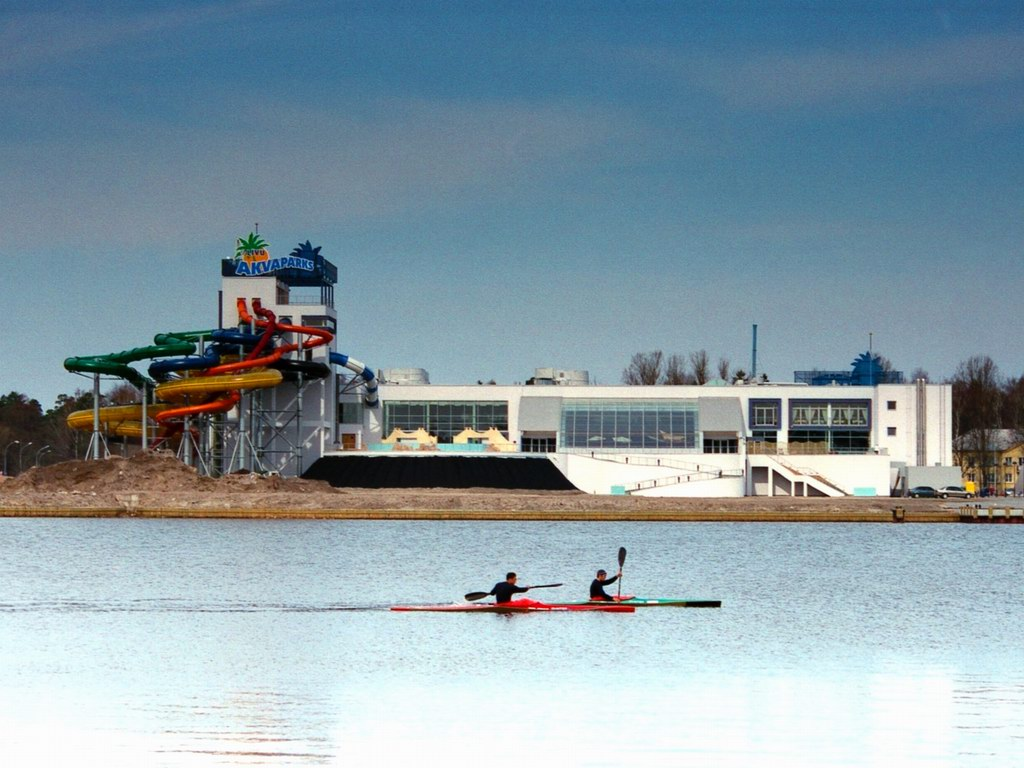
Аквапарк в Булдури
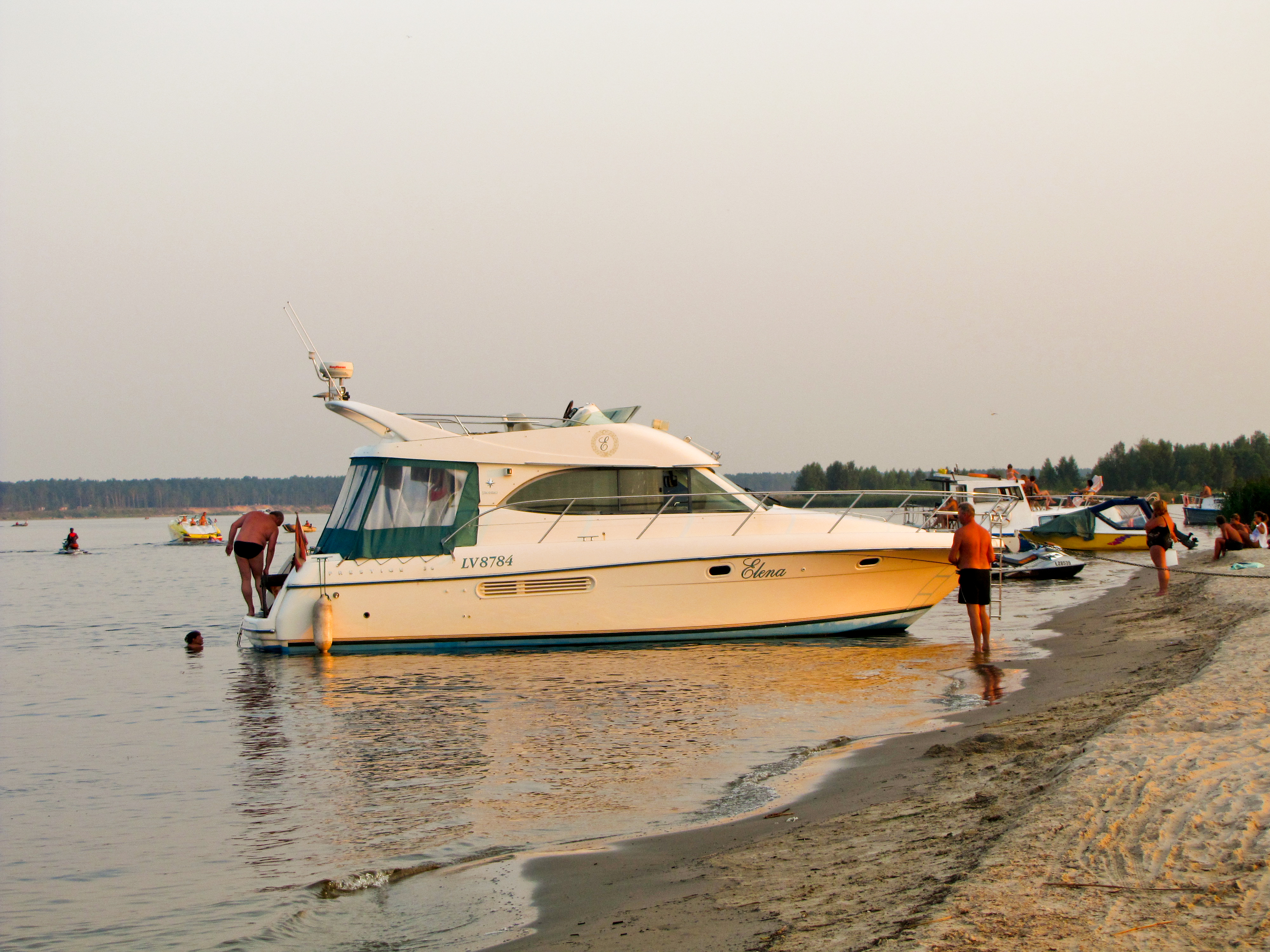
Лиелупе близ устья